# Metoponitys morgeni
Metoponitys morgeni är en insektsart som beskrevs av Karsch 1890. Metoponitys morgeni ingår i släktet Metoponitys och familjen Eurybrachidae. Inga underarter finns listade i Catalogue of Life.